# Parc naturel des Aiguamolls
Le parc naturel des Aiguamolls (en catalan : Parc Natural dels Aiguamolls de l'Empordà) est situé dans les Marais de l'Ampurdàn, une zone humide littorale protégée située dans le Nord-Est de l'Espagne, dans la comarque d'Alt Empordà, en Catalogne. 
D'une superficie de 4 731 ha, dont 824 de réserve intégrale, il est constitué de prairies, marais, étangs et d'une plage où convergent les fleuves Muga et Fluvià, au bord de la mer Méditerranée.